# Modelo jurídico
Modelos jurídicos ou modelos jurídicos prescritivos são estruturas normativas que, com caráter obrigatório, disciplinam as distintas modalidades de relações sociais que surgem na experiência jurídica como estruturação volitiva (determinado pela vontade) do sentido normativo dos fatos sociais. Além disso, os modelos jurídicos compõem uma unicidade de ideias de estruturas e desenvolvimento, que permite uma melhor compreensão das integrações características da experiência jurídica.

## Os Modelos Jurídicos como conteúdo das Fontes do Direito
Há duas qualidades ligadas ás fontes, a validade autônoma e objetiva e o seu sentido prospectivo, que se adéquam plenamente em termos de regras ou normas de direito, quando entre elas se dá relevância aos modelos jurídicos. É importante ressaltar que modelos jurídicos e normas jurídicas não são termos sinônimos; os modelos jurídicos são especificações ou tipificações das normas jurídicas e podendo ser também a pluralidade de normas entre si articuladas compondo um todo.
Entende-se como validade autônoma e objetiva do conteúdo das fontes do direito como o âmbito da eficácia, ou seja, no conteúdo da fonte apreciada é importante que o enunciado não seja um simples dever-ser, mas um dever-ser que se concretize na realidade social, no mundo fático. Além disso, o sentido prospectivo se remete à uma investigação do que acontecerá no futuro com uma determinada norma.

## Natureza dos Modelos Jurídicos
A natureza operacional própria dos instrumentos de vida e convivência humana governa a intencionalidade volitiva dos modelos jurídicos. Segundo o jurista Miguel Realeelaborar um modelo jurídico é um trabalho de aferição de dados da experiência para a determinação de um tipo de comportamento não só possível, mas considerado necessário à convivência humana. Conceber os modelos jurídicos como puras abstrações, não permanentemente referida à realidade que essencialmente expressam, redunda em privá-los de uma de suas qualidades primordiais, que consiste em correlacionar o momento abstrativo da determinação volitiva da regra com o dogmático de sua compreensão, permitindo que seja superado o entendimento da Dogmática Jurídica em termos de mera aplicação prática, se encaixando na descrição de fenômeno histórico realizado podendo se dizer que os modelos jurídicos configura-se como estruturas que surgem e se elaboram como objetos histórico-culturais que são. Por esta razão a formação dos modelos jurídicos está sujeita ás variações inconstantes próprias das relações instáveis entre os indivíduos e os grupos na sociedade.  

### Noção de Modelo Jurídico
De acordo com Miguel Reale, o modelo jurídico indica o fim ou os fins concretos que se inserem no dever-ser do Direito correspondente a um dado complexo de regras objetivadas ou formalizadas segundo os requisitos exigidos pelo ordenamento jurídico para cada modalidade de fonte do direito. Os modelos jurídicos se assemelham, de forma metafórica, a fôrmas (flexíveis ou plásticas) ou formas as quais veiculam o conteúdo das fontes do direito. Ou seja, os modelos jurídicos são formas de compreensão e atualização do conhecimento acerca das fontes do direito, por isso eles possuem a mesma força objetiva e positiva de obrigatoriedade que as fontes do direito detêm. Além disso, sua estrutura e atualização pressupõe sempre uma referência a fatos e valores.

### Modelagem da Experiência Jurídica
A modelagem da experiência jurídica é feita pelo jurista a partir de seu contato direto com as relações pessoais. Como o jurista opera mediante regras ou normas produzidas segundo o processo correspondente a cada tipo de fonte, que mostra a solução exigida por cada campo de interesses ou valores, para aplicar a modelagem jurídica há a necessidade do estudo de distintos processos normativos os quais exigem interpretação e aplicação conjuntas, sendo esse um processo que compete ao jurista aplicar.

### Modelos da Filosofia do Direito e Modelos do Direito
O autor Miguel Reale, ao se referir a modelos do direito sem os considerar como esquemas lógicos representativos da realidade social, nem arquétipos ideais a serem alcançados, ele situa os modelos no plano da ciência, ou seja, se refere aos modelos como instrumento operado pelos juristas. Baseando-se em um confronte de pensamento com o que expõe o jus filósofo Enrico Di Robilant em seu livro Modelli nella Filosifia dei Diritto, Reale busca determinar os modelos jurídicos como inseparáveis da realidade social do Direito.
Di Robilant tem noção que a reprodução real do modelo não se confunde com sua descrição, pois o modelo se distingue da descrição pelo falo de pôr em evidência a estrutura de um fenômeno de forma que apresenta dele um esquema, além de ser construído em função de um fim que deriva de sua valoração em termos de utilidade científica. Já Reale afirma em relação a isso que não compreende como o modelo pode constituir uma síntese e uma construção artificial, apresentando algo que dessa forma não existe na realidade. 

### Concreção dos Modelos Jurídicos
Os modelos jurídicos se valem como elementos constitutivos da experiência jurídica, da forma como é exigido pela visão concreta do Direito como experiência, a partir do momento em que há formas obrigatórias de comportamento que o espírito humano capta e expressa como estruturas normativas. Essas estruturas normativas não confundem com a realidade em si, mas também não podem ser reveladas com a abstração da realidade, pois nela já se encontram in nuce, conforme explicou Miguel Reale.
Dessa forma, pode-se dizer que os modelos jurídicos surgem como realidades e estruturas normativas típicas as quais o pesquisador representa e resume vários aspectos da experiência jurídica em função das fontes de que provêm e em razão das suas finalidades na vida em comunidade.

### Modelos Jurídicos e Símbolos
Os modelos jurídicos apresentam sim algo de simbólico no campo da experiência social, entretanto seria um erro dar maiores enfoques a esse aspecto simbólicos, uma vez que existem outros que são mais relevantes. Ou seja, os mais relevantes dizem respeito às estruturas normativas destinadas a reger e preservar atos futuros, tendo em vista a realização dos valores pertinentes ao campo de ação abrangido pelos modelos.
De acordo com a Teoria Tridimensional do Direito, é possível esclarecer que a estrutura de um modelo jurídico abarca:
            a) dado campo de atos ou fatos da experiência social;  
            b) uma ordenação normativa racionalmente garantida;
            c) o propósito de realizar valores ou impedir desvalores, de conformidade com a natureza de cada porção de realidade e objeto da investigação científica.
A partir disso conclui-se que os modelos jurídicos são instrumentos de vida segundo pressupostos e categorias que a pesquisa científica elabora em função de cada domínio da realidade social.

## GÊNESES DOS MODELOS JURÍDICOS

### Um problema de Política do Direito
Para real compreensão da natureza dos modelos jurídico a luz de sua gênese se torna necessária por nos mostrar a contribuição deste para desconstrução da ideia artificialidade, como se se tornassem meros produtos da mente. Não podendo assim se configurar como a simples observação da conduta humana, mas sim como estruturas que se elaboram no mesmo contexto da experiência, como objetos histórico-culturais.
Por essa razão os modelos jurídicos estão sujeitos a variadas mudanças próprias das relações entre os indivíduos e os grupos que ora se conciliam outrora se conflitam na sociedade.
A verificação o da legitimidade dos interesses em jogo implica múltiplos estudos de ordem ética, econômica, financeira, sociológica etc., num complexo de pesquisas que constitui o Objeto da Política do Direito, ciência globalizante e sintética
Por sua própria natureza.  Função da Política do Direito é a análise de todos os elementos e fatores que justificam e legitimam a conversão em lei de certas pretensões políticas.  É claro que a Política do Direito não   se resume na elaboração do processo legislativo, mas este é o seu instrumento de ação por excelência
Entendimento de que a Gênese dos modelos jurídicos não pode prescindir do poder, entendido como inevitável participação de uma decisão que põe termo à incerteza essencial ao fecho do processo monogenético, no pressuposto de ser essa a via mais adequada aos imperativos do bem público.

##### Racionalismo e heteronômica
“O fato fundamental do “ dever-ser do poder” acaba sendo absorvido pelo   modelo jurídico   tem duas relevantes consequências. A primeira é que o processo normativo filtra, por assim dizer, as impurezas e contradições do poder, convertendo-o em um esquema impessoal e certo de comportamentos obrigatórios, nos limites de deter min ad as competências, sendo desse modo superado o arbítrio".
"A validade e a eficácia do modelo jurídico são consequências do ato sancionatório, de tal modo que ambas, em sua correlação essencial, marcam a positividade do Direito.Positiva se diz uma norma jurídica quando ela de per si possui validade e eficácia, de maneira heteronomia e impessoal, isto é, tão-somente em razão   da força que lhe é própria, o que, evidentemente, não exclui que essa vil prescritiva não se subordine a modelos jurídico se mais amplos, no seio de ordenamento jurídico, no qual se situe como resultado da graduação da positividade jurídica”.
Configurando assim um dos aspectos mais notáveis da nomogênese jurídica que é justamente essa transposição das contradições, que precederam a elaboração do modelo jurídico com advento deste, que deve ser objeto de interpretação e aplicação a luz de exigências da razão.                                                                                

## Espécies de Modelos Jurídicos
Em seu livro “Fontes e Modelos do Direito”, Miguel Reale explica que as Fontes do Direito não são compostas apenas por modelos jurídicos, mas também pelas Normas Jurídicas. Um modelo jurídico,segundo ele, é um conjunto de regras que se relacionam de diferentes modos, e tem como objetivo auxiliar na interpretação e aplicação da Lei. Em geral os modelos jurídicos são características ou componentes das normas jurídicas e também podem ser a divisão de normas entre si articuladas compondo um ordenamento. Existem algumas espécies de modelos jurídicos que são divididos entre legais, costumeiros, jurisdicionais e jurídicos negociais.

### Modelos Jurídicos Legais
Os modelos jurídicos legais se destacam dos demais pelo fato de ser baseado no texto positivado, só tendo como limite a lei fundamental e é constituído pelas leis, decretos legislativos e resoluções. Contudo, o autor explica que se olharmos através do ponto de vista axiológico, "todas as fontes se equiparam, dependendo do respectivo conteúdo, ou seja, da qualidade de seus modelos, a sua primazia axiológica.”

### Modelos Jurídicos Costumeiros
O conceito de modelo jurídico costumeiro é desenvolvido pelo autor principalmente com base no direito econômico, pois o uso de costumes é o que mais alimenta esse modelo. Segundo ele o freqüente desenvolvimento da vida econômica tem como resultado muitas práticas mercantis, e é o ponto de partida para as mais diversas formas de composição de interesses, dessa forma, suas práticas passam a ser reconhecidas pelos seus próprios parceiros e pelo próprio Estado.

### Modelos Jurídicos Jurisdicionais
Os modelos jurídicos jurisdicionais são divididos em duas espécies, um ligado ao exercício normal da jurisdição conectado ao modelo legal, que se chama modelo subordinado e o outro ligado ao exercício excepcional da jurisdição que origina o poder autônomo ou modelos jurisdicionais por excelência. No modelo subordinado, o juiz age conforme a lei exercendo uma atividade de subsunção, pois nesse caso aplica-se ao caso concreto em razão daquilo que se configura abstratamente. Já no modelo denominado autônomo, ocorre a correlação de dois princípios fundamentais que são eles:          a)o juiz não pode deixar de sentenciar a pretexto de lacuna ou obscuridade da lei
b)quando a lei for omissa, o juiz procederá como se fora legislador.
O modelo jurisdicional é um mecanismo responsável por preencher as deficiências dos modelos legislados, no caso da lei não contemplar algum caso extraordinário.

### Modelos Jurídicos Negociais
Os modelos jurídicos negociais diz respeito ás iniciativas individuais e tem como base as vontades próprias. Segundo Miguel Reale "a fonte negocial é dos canais mais relevantes da revelação do Direito" e sua importância cresce a cada dia, pelo fato de que, vários conflitos individuais e coletivos vem sendo resolvidos através de decisões do tipo negocial.
Contudo, é preciso manter uma linha de igualdade entre as demais fontes do direito e a fonte negocial, para que sejam válidas as normas e modelos através de cada uma. Todas devem obedecer ao seu devido processo legal, que cabe a cada disciplina jurídica determinar, em sintonia com as demais. 

## Dialética dos Modelos Jurídicos
Primeiro é conveniente fixar uma distinção entre duas questões que se confundem: dialela e dialética. As regras da dialela desenvolvem o discurso persuasivo na interpretação das regras jurídicas e sua aplicação, já a dialética estuda o Direito como experiência, tanto em sua validade como em sua efetividade e em seu fundamento, o que tudo compõe o processo jurídico como um todo.
A dialética de complementaridade visa explicar a correlação existente entre os fenômenos que se sucedem no tempo em função de elementos e valores que ora se contrapõem ou ora mutuamente se originam por perspectivas conjunturais. Quando se trata de fatos humanos que se entrelaçam, nessa conexão pelo menos um de seus fatores é sempre representado por um valor. Todo valor pode ser a expressão de um dever-ser ou todo valor se contrapõe um desvaler, dessa forma a dialética de complementaridade possui características de maior rigor quando seu estudo é vinculado à ideia de valor.
A aplicação da dialética de complementaridade no mundo jurídico ocorre quando uma norma resulta da correlação fato-valor. De acordo com a Teoria Tridimensional do Direito de Miguel Reale, não há norma legal sem a motivação axiológica dos fatos sobre os quais os valores incidem. A teoria surgiu apenas após o reconhecimento de que fato, valor e norma se dialetizam de modo complementar.